# Mesochorus longiscutatus
Mesochorus longiscutatus là một loài tò vò trong họ Ichneumonidae.